# Antonio de la Guardia
Antonio de la Guardia y Font (Havana, 1939 - Havana, 23 de julho de 1989), mais conhecido como Tony de la Guardia, foi um coronel do Ministério do Interior de Cuba após a Revolução Cubana.

## Família
Antonio de la Guardia nasceu em 1939 em Havana. Seus pais foram Mario de la Guarda e Graciela Font. Tinha um irmão mais velho, Mario, e um irmão gêmeo, Patricio de la Guardia y Font, que foi condenado a 30 anos de prisão em 1989.

## Carreira
Foi partidário da Revolução Cubana desde os anos 1960. Junto a Patricio de la Guardia assessorou o Grupo de Amigos Pessoais do presidente chileno Salvador Allende, por ordem do governo de Fidel Castro.
Em 1973, viajou a Madri para participar na operação da Direcção Geral de Inteligência para sequestrar Fulgencio Batista, conhecida como "Operação 88". Teve negócios com os Montoneros argentinos e a Frente Democrática pela Libertação da Palestina, assessorou o Partido Nacional Popular da Jamaica; em 1978, desembarcou na Nicarágua para levar armas à Frente Sul da Frente Sandinista de Libertação Nacional, que era dirigida por Edén Pastora.

## Execução
Em 1989, Antonio de la Guardia foi envolvido nas acusações contra Arnaldo Ochoa Sánchez, herói do país nas guerras de Angola, e foram ambos condenados à morte e executados em julho do mesmo ano. Segundo o veterano da guerra de Angola, Rafael do Pino, que serviu sob o comando de Ochoa em Angola, o julgamento de Ochoa e De la Guardia foi uma tentativa da liderança política cubana de ocultar seus próprios vínculos com a máfia colombiana do narcotráfico.